# Sograndio (Proaza)
Sograndio (oficialmente Sograndiu) es una parroquia española del concejo de Proaza, perteneciente a la comunidad autónoma de Asturias.

## Historia
Hacia mediados del siglo XIX, la parroquia, ya por entonces perteneciente a Proaza, tenía contabilizada una población de 255 habitantes. Aparece descrita en el decimocuarto volumen del Diccionario geográfico-estadístico-histórico de España y sus posesiones de Ultramar de Pascual Madoz con las siguientes palabras:

SOGRANDÍO (Sta. Maria de la Regla): felig. en la prov., part. jud. y dióc. de Oviedo (3 1/2 leg.), ayunt. de Proaza. sit. en terreno montuoso, con buena ventilacion y clima sano. Tiene unas 80 casas en el l. de su nombre y en los de Lleras, Caudial y las Murias; igl. parr. (Sta. Maria de la Regla) servida por un cura de ingreso y patronato laical, y una ermita dedicada á Sta. Cristina, cuyas rentas y bienes estan en la Amortizacion. Confina el térm. con los de Proaza, Traspeña y Villamejin. El terreno, aunque montuoso y quebrado es de buena calidad y abundante en aguas. prod.: escanda, maiz, trigo, patatas, legumbres, castañas y otras frutas; se cria ganado vacuno, de cerda, lanar y cabrío; caza de perdices, codornices y liebres. pobl.: 83 vec., 255 alm. contr.: con su ayunt. (V.).
(Madoz, 1849, p. 422)

En 2023, tenía empadronados 69 habitantes.